# Rio Capivari (vattendrag i Brasilien, Mato Grosso do Sul)
Rio Capivari är ett vattendrag i Brasilien.   Det ligger i delstaten Mato Grosso do Sul, i den södra delen av landet, 1 100 km väster om huvudstaden Brasília.
Trakten runt Rio Capivari består huvudsakligen av våtmarker. Trakten runt Rio Capivari är nära nog obefolkad, med mindre än två invånare per kvadratkilometer.